# Yoshimi
Yoshimi (japanska: 吉見町?, Yoshimi-machi) är en landskommun (köping) i Saitama prefektur i Japan.  